# Campeonato Mundial de Ginástica Rítmica de 1971
O V Campeonato Mundial de Ginástica Rítmica transcorreu entre os dias 10 e 11 de novembro de 1971, na cidade de Havana, em Cuba.
Nessa edição foi extinta a prova de livre sem aparelhos e estreada a prova do aparelho fita.

## Eventos
- Grupos
- Individual geral
- Arco
- Bola
- Corda
- Fita

## Medalhistas
| Evento           | Ouro                                            | Prata | Bronze |
| Grupos           | Bulgária · (18,675)                             | União Soviética · (18,575) | Itália · (18,325) |
| Individual geral | Maria Gigova · Bulgária · (38,150)              | Elena Karpukhina · União Soviética · (37,850)                                                                                                 | Alfia Nazmutdinova · União Soviética · (37,700)                                                                                             |
| Fita             | Alfia Nazmutdinova · União Soviética · (18,900) | Elena Karpukhina · União Soviética · (18,800)                                                                                                 | Galina Shugurova · União Soviética · (18,750)                                                                                               |
| Arco             | Maria Gigova · Bulgária · (19,500)              | Krassimira Filipova · Bulgária · (19,350) | Neshka Georgieva · Bulgária · (19,050) |
| Corda            | Maria Gigova · Bulgária · (19,500)              | Neshka Georgieva · Bulgária · (19,250) | Krassimira Filipova · Bulgária · (19,100) · Elena Karpukhina · União Soviética · (19,100) · Alfia Nazmutdinova · União Soviética · (19,100) |
| Bola             | Sun Duk Jo · Coreia do Norte · (18,950)         | Alfia Nazmutdinova · União Soviética · (19,100) · Galina Shugurova · União Soviética · (19,100) · Myong Sim Choi · Coreia do Norte · (18,900) | nenhuma |

## Quadro de medalhas
| Ordem | País            | Medalha de ouro | Medalha de prata | Medalha de bronze |    |
| ----- | --------------- | --------------- | ---------------- | ----------------- | -- |
| 1     | Bulgária        | 4               | 2                | 2                 | 8  |
| 2     | União Soviética | 1               | 5                | 4                 | 10 |
| 3     | Coreia do Norte | 1               | 1                |                   | 2  |
| 4     | Itália          |                 |                  | 1                 | 1  |
| TOTAL | TOTAL           | 6               | 8                | 7                 | 21 |